# Fadila Belkebla
Pour les articles homonymes, voir Belkebla.
Fadila Belkebla est une actrice française, née le 12 décembre 1973 à Aubervilliers.

## Biographie
Née à Aubervilliers, dans la cité Gabriel Péri, Fadila Belkebla est la septième de dix enfants d'une famille originaire de la wilaya de Béjaïa en Algérie. Elle fréquente le lycée Le Corbusier lorsqu'à 16 ans, des amis de ses frères la font tourner dans un court métrage. En 1995, elle est choisie par Malik Chibane pour jouer le rôle d’une jeune fille qui choisit de se voiler contre l’avis de sa famille ; le film, Douce France, lance alors sa carrière d'actrice.
Elle est la tante du footballeur Haris Belkebla.

## Filmographie
Sauf indication contraire, les informations mentionnées dans cette section peuvent être confirmées par les bases de données cinématographiques IMDb et Allociné,  présentes dans la section « Liens externes ».

### Cinéma

#### Longs métrages
- 1995 : Douce France de Malik Chibane : Farida
- 1997 : L'Autre côté de la mer de Dominique Cabrera
- 1998 : Vivre au paradis de Bourlem Guerdjou : Nora
- 2000 : Et après ? de Mohamed Ismaïl : Ibtissam
- 2001 : Les Rois mages de Bernard Campan et Didier Bourdon : la première fille du Sexbar
- 2003 : Sansa, Siegfried[réf. nécessaire]
- 2006 : Coup de sang de Jean Marbœuf : madame Cheidi
- 2007 : La giusta distanza de Carlo Mazzacurati : Jamila
- 2008 : Z'har ((Un)lucky) de Fatma Zohra Zamoum
- 2008 : Rue des cités de Hakim Zouhani et Carine May : la grande sœur
- 2010 : Io son con te de Guido Chielsa : Elisabetta
- 2011 : Dans la tourmente de Christophe Ruggia : Yasmine
- 2011 : Les Tuche, d'Olivier Baroux : Mouna, la voisine des Tuche à Monaco
- 2016 : Good Luck Algeria de Farid Bentoumi : Sarah
- 2016 : À mon âge je me cache encore pour fumer de Rayhana : Samia
- 2017 : L'Ascension de Ludovic Bernard : Houria, la mère de Nadia
- 2017 : De toutes mes forces de Chad Chenouga : la tante de Nassim
- 2020 : Je te veux, moi non plus de Rodolphe Lauga : la mère de Nina
- 2021 : Enquête sur un scandale d'État de Thierry de Peretti : membre de l'entourage de Pierre Billard
- 2022: Nos frangins de Rachid Bouchareb : La mère
- 2022 : Les Enfants des autres de Rebecca Zlotowski : La professeure principale
- 2022: Les Miens de Roschdy Zem : Nora
- 2023: Une histoire d'amour de Alexis Michalik : Anesthésiste
- 2024 : Hyacinthe de Bernard Mazauric : Leïla

#### Courts métrages
- 1999 : Mon village d'Algérie de Hakim Sarahoui
- 2000 : Bienvenue d'Anna Dapalma
- 2005 : Telma demain (moyen métrage) d'Anna Dapalma : la bibliothécaire
- 2006 : Pelote de laine de Fatma Zohra Zamoum
- 2008 : Là où je pense de Bénédicte Portal : Fadila
- 2013 : La Virée à Paname de Carine May et Hakim Zouhani : l'intervenante de l'atelier théâtre
- 2016 : Mariam (moyen métrage) de Faïza Ambah : la belle-mère de Mariam
- 2018 : Womaniser de Delphine Rollin
- 2019 : La Reine de l'évasion d'Aurélie Cardin : l'aide-soignante 1
- 2019 : Tatoués de Jean-Baptiste Dusséaux : Nadia, la maman de Camille

### Télévision

#### Téléfilms
- 1996 : L'Insoumise de Nadine Trintignant (Canal+) : Fraah
- 2000 : Mixcité de Christophe Leprestre (Arte) : Zhora
- 2001 : À bicyclette de Merzak Allouache (France 2) : Nadia
- 2002 : Division d'honneur de Jean-Marc Vervoort (France 2) : Nouria
- 2003 : Droit d'asile de Jean Marbœuf (France 3) : Malika
- 2007 : Une histoire à ma fille de Chantal Picault (France 2) : Sohela
- 2008 : Fortunes de Stéphane Meunier (Arte) : Leïla Bécheri

#### Séries télévisées
- 2001 : Sydney Fox, l'aventurière, épisode Midnight Flight, réalisé par Ian Toynton : Fatima Somir
- 2001 : Les Cordier, juge et flic, épisode Portrait au scalpel, réalisé par Christiane le Hérissey : Sélima
- 2003-2012 : Boulevard du Palais 11 épisodes : Leïla Kauffman, la procureure
- 2006 : Plus belle la vie, 46 épisodes : Jade Bouraoui
- 2009 : Enquêtes réservées, épisode Alerte enlèvement, réalisé par Benoît d'Aubert : Samira Ouaniche
- 2010 : Sur le fil, épisode Morceaux choisis, réalisé par Frédéric Berthe :  Sonia Alaoui
- 2014 : Alice Nevers : Le juge est une femme, épisode Illusion mortelle, réalisé par Akim Isker :  Leila Laoufi
- 2016 : Prof T, saison 1, réalisé par Nicolas Cuche : Yasmina Vignault
- 2020 : Le Mensonge de Vincent Garenq : Présidente de la cour d'appel (saison 1, épisode 4)
- 2021 : Le Code de Jean-Christophe Delpias[réf. nécessaire]
- 2021 : Manipulations de Marwen Abdellah[réf. nécessaire]
- 2022 : Miskina, la pauvre de Melha Bedia (série Prime Video) : Fay
- 2022: Les Pennac(s) de Nicolas Picard-Dreyfuss : Leila

#### Docufictions
- 1996 : Aide humanitaire de François Margolin (Arte)[réf. nécessaire]
- 2006 : L'Investiture au sein du PS, de Virginie Linhart (La Chaîne parlementaire)[réf. nécessaire]

### Clips
- 2007 : Trahison de Al Huynh, clip du chanteur Samat[réf. nécessaire]
- 2021 : Fondation pour la mémoire de l'esclavage de Leïla Sy[réf. nécessaire]

## Théâtre
- 2004 : Les Sacrifiées de Laurent Gaudé, mise en scène de Jean-Louis Martinelli au Théâtre Nanterre-Amandiers
- 2010 : Tout un homme de Jean-Paul Wenzel, mise en scène de Jean-Paul Wenzel
- 2013-2015 : Le Porteur d'histoire d'Alexis Michalik
- 2017 : Antigone 82 mis en scène par Jean-Paul Wenzel d'après Le Quatrième Mur de Sorj Chalandon
- 2018 : La Danse des affranchies mis en scène par Julien Mages d'après texte éponyme de Latifa Djerbi

## Distinctions
- Festival du film de Bastia 1995 : Olivier d'or de la meilleure actrice pour Douce France[3][source insuffisante].
- Festival international du film d'Amiens 1998 : Prix d'interprétation féminine pour Vivre au paradis[4].
- Festival du film d'aventures de Valenciennes 2007 : Prix d'interprétation féminine dans la section « courts métrages » pour Pelote de laine[5].